# James D. Watkins
Admiral James David Watkins, ameriški admiral in politik, * 7. marec 1927, Alhambra, Kalifornija, ZDA, † 26. julij 2012, Alexandria, Virginia, ZDA.
Watkins je bil oficir Ameriške mornarice in njen Načelnik pomorskih operacij. Med administracijo Georgea Walkerja Busha je deloval kot Sekretar za energijo in predsedoval številnim komisijam o virusu HIV in AIDS-u in doktrini oceanske plovbe. Bojeval se je v 2. svetovni vojni, Korejski vojni in Vojni v Vietnamu.